# Schlosspark Buch
Der Schlosspark Buch ist eine Parkanlage, ein Gartendenkmal und Teil des 26,1 Hektar großen Natura-2000-Gebietes im Berliner Ortsteil Buch, direkt am S-Bahnhof Buch gelegen. Der von der Panke durchflossene Park wird vom Nord-Süd-Weg und dem Pankeweg durchquert. Im Park stand seit 1607 ein Schloss, das nach jahrelanger Verwahrlosung 1964 gesprengt wurde. Nur die barocke Schlosskirche ist erhalten geblieben. Der Park enthält sehr alten Baumbestand.

## Unterschutzstellung
Der Schlosspark wurde zum Naturschutzgebiet erklärt gemäß § 22 Absatz 1 und der §§ 23 und 32 Absatz 2 und 3 des Bundesnaturschutzgesetzes vom 29. Juli 2009 (BGBl. I S. 2542), das zuletzt durch Artikel 2 des Gesetzes vom 4. August 2016 (BGBl. I S. 1972) geändert worden ist, und des § 21 Absatz 1 des Berliner Naturschutzgesetzes vom 29. Mai 2013 (GVBl. S. 140) verordnet die für Naturschutz und Landschaftspflege zuständige Senatsverwaltung. Das Gesetz trat am 16. September 2016 in Kraft.

## Geschichte und Beschreibung

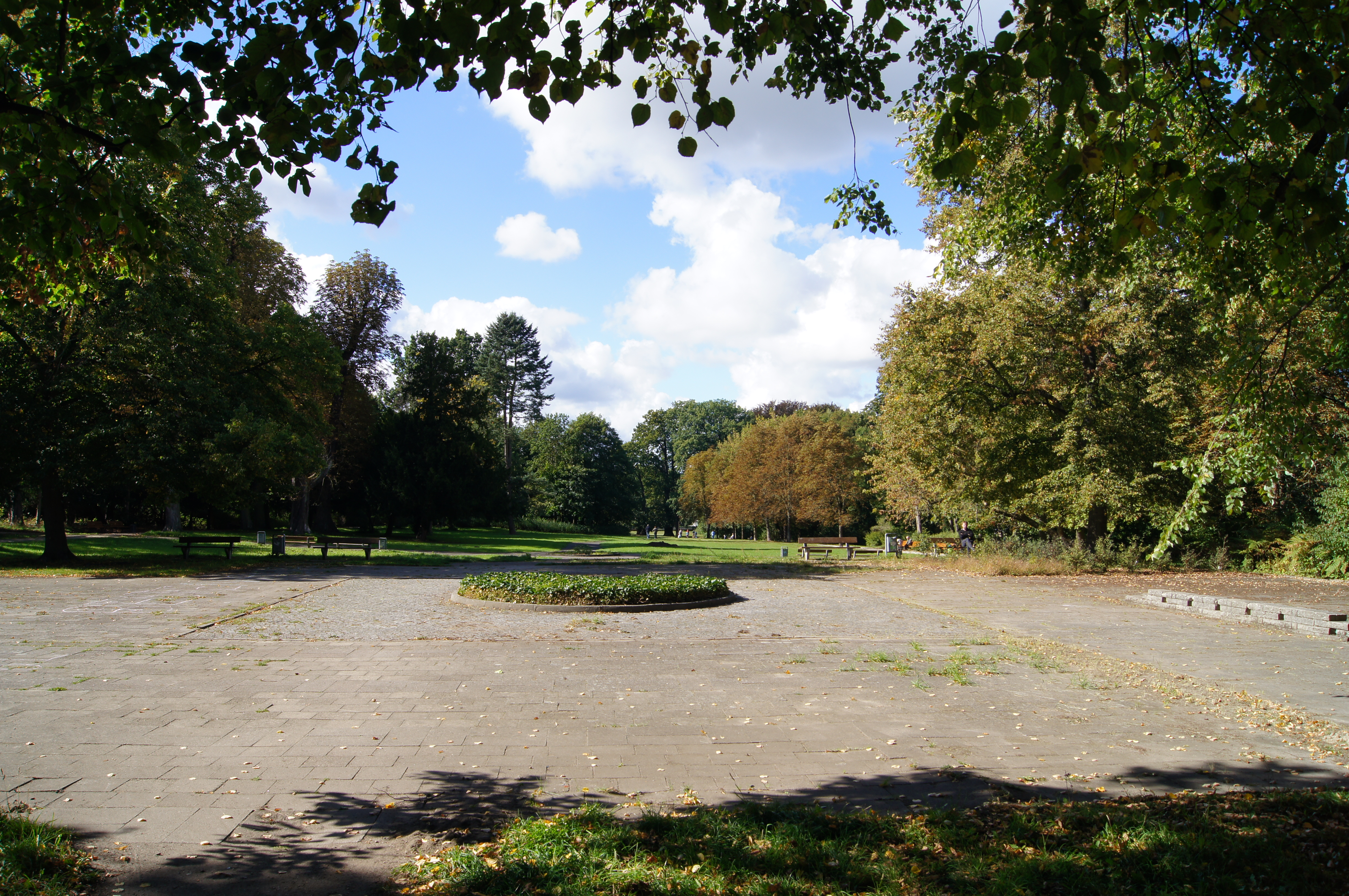
Schlosspark Buch

Das Schloss mit der Parkanlage existierte seit dem Jahr 1607. Freiherr Gerhard Bernhard von Pölnitz erwarb die Immobilie um 1670. Er ließ das Schloss umgestalten und den Park als holländischen Barockgarten ausbauen. Außerdem wurde ein Kanalsystem angelegt, das zur Fischzucht diente. Im Jahr 1679 starb Freiherr von Pölnitz, danach kaufte Adam Otto von Viereck den Park im Jahr 1724, ließ ihn erweitern und eine Orangerie bauen. Das Schloss wurde nach Plänen des Architekten Friedrich Wilhelm Diterichs umgebaut. Vor dem Schloss befanden sich eine Terrasse und eine Fontäne. Außerdem gab es im Park eine Gärtnerei mit Ananashaus, eine Fasanerie und einen Irrgarten. Die neuen Eigentümer, die Familie von Voß, ließen den Park zwischen den Jahren 1810 und 1820 als Landschaftspark umgestalten. Zusätzlich erwarb die Familie angrenzende Wiesen und ein Waldstück. Ein Teich wurde angelegt, ein Hügel aufgeschüttet, mehrere Holzbrücken überspannten die Panke. Julie von Voß verhalf dem Park durch ihr Verhältnis mit Friedrich Wilhelm II. als morganatische Gemahlin zu einer gewissen Bekanntheit. Sie wurde in der Schlosskirche beigesetzt und im Park erinnerte bis zu seinem Abriss 1956 ein Gedenkstein von Hans Christian Genelli an sie, von dem sich ein Relief im Schinkelmuseum befindet.
Im Jahr 1898 wurde das Gut mit Park und Schloss Eigentum der Stadt Berlin. Seit dem Jahr 1906 ist der Park für die Öffentlichkeit zugänglich. Die Brücken über die Panke wurden zum Teil durch neue Metalltragwerke ersetzt. Eine dieser Brücken gilt wegen ihrer Kürze von etwas mehr als zwei Metern als die kleinste Brücke Berlins.
Zwischen den Jahren 1955 und 1957 erfolgten im Schlosspark umfangreiche Wiederherstellungsarbeiten nach den Plänen von Folkwin Wendland. Bis zum Jahr 1960 stand im Park ein Erinnerungsstein für Julie von Voß. Nach dem Abriss der Orangerie 1955 wurde das Schloss 1964 aus politischen Gründen gesprengt, obwohl beide Gebäude den Zweiten Weltkrieg unbeschadet überstanden hatten. An ihrer Stelle entstand eine Rosenanlage. Seit dem Jahr 1987 steht dort die Skulptur Mitwelt des Bildhauers Carl Blümel.
Im Park gibt es einen kleinen Teich, den die Panke durchfließt. An der Wiltbergstraße steht das Sowjetische Ehrenmal für die gefallenen Soldaten der Roten Armee. Der erste Bauabschnitt der Restaurierung und Sanierung des Parks fand im Rahmen des Stadtumbaus Ost von November 2013 bis zum Frühjahr 2014 statt. Nach und nach wurden die historischen Wege und Wasserläufe in ihrer ursprünglichen Form wiederhergestellt, der Eingangsbereich an der Straße Alt-Buch wurde denkmalgerecht erneuert. Zur Sanierung gehörte die Ergänzung der drei Tore sowie der Einfriedung mit Mauern und Schmuckgittern; gleichzeitig wurde die Platzfläche straßenseitig erneuert. Am Eingang an der Wiltbergstraße wurde die historische Einfriedung mit Klinkersockel und Ziergittern wiederhergestellt, anstelle des früheren Drahtgitterzauns setzte man einen schlichten Stabzaun und der letzte noch nicht eingefriedete Abschnitt kam hinzu.
Der zweite Bauabschnitt begann im September 2017, dabei wurden weitere Parkwege instand gesetzt und der ehemalige Aussichtshügel am Hochzeitsweg neu gestaltet. Es standen finanzielle Mittel in Höhe von ca. 300.000 Euro bereit. Der dritte Bauabschnitt begann in den Jahren 2018/2019. Das Parterre an der ehemaligen Orangerie wurden neu gestaltet, der Holländergarten teilweise wiederhergestellt und neue Parkbänke und Abfallkörbe aufgestellt. Dafür standen rund 380.000 Euro zur Verfügung.

## Flora und Fauna
Der gesamte Park besteht ausschließlich aus Anpflanzungen. Das gilt nicht nur für Bäume und Sträucher, sondern auch für Nickenden Milchstern, Hohlen Lerchensporn, Sibirischen Blaustern, Seltsamen Lauch, Duftenden Weißwurz und andere Blumen und Kräuter. Ein Großteil der Flächen im Park nimmt der Wald-Gelbstern ein, der schon im Februar und März blüht. Die Ansaaten für den Rasen wurde teilweise aus Süddeutschland und Frankreich geliefert. Außerdem stehen sehr alte Stieleichen, Linden und Rotbuchen im Park. Dass der Schlosspark als Natura-2000-Gebiet ausgewiesen wurde, ist dem Großen Eichenbock und dem Eremit, zwei Käferarten, die in den Bäumen leben, zu verdanken.
Nie in die Planung des Parks einbezogen wurde der östlich des Pölnitzweges gelegene Teil des Natura-2000-Gebietes, deshalb konnte sich das dortige Waldgebiet ungestört entwickeln. Entlang der Panke wächst auf moorigem Boden ein Bruchwald und im hoch gelegenen trockenen Bereich wachsen Eschen, Flatterulme, Berg-Ahorn und weiter hangaufwärts gibt es Eichen-Hainbuchen-Mischwälder. Der Altbaumbestand der Stieleichen zieht seltene Käferarten an. Dort siedelt sich der Mittelspecht an, Grünspecht, Kleinspecht, Buntspecht und weitere Höhlenbrüter finden dort ausreichend Brutbäume und Nahrung. Dieser Teil des Waldgebietes darf nicht betreten werden.

## Schutzzweck
Der Schlosspark und das angrenzende Waldgebiet müssen wegen ihres bemerkenswerten Altbaum- und Totholzbestandes sowie des hohen Grundwasserstandes und dadurch gekennzeichnete Böden – wie Gleybraunerde und Niedermoor – geschützt werden, damit sich wildlebende Tiere und Pflanzen erhalten und entwickeln können. Weiterhin müssen die in Anhang I der FFH-Richtlinie aufgeführten Lebensraumtypen, wie mitteleuropäischer Stieleichen-Hainbuchenwald und der Erlen-Eschenwald als Rest des Pankeauenwaldes geschützt werden. Auch die in Anhang II der FFH-Richtlinie aufgeführte Käferart Eremit, die in Anhang I der Vogelschutzrichtlinie aufgeführte Vogelart Mittelspecht und die in Anhang IV der FFH-Richtlinie aufgeführten Baumhöhlen bewohnenden Fledermausarten sind zu schützen. Zu erhalten oder wiederherzustellen sind die artenreichen Feucht- und Frischwiesen und das System der Parkgewässer. Die Panke muss nach der europäischen Wasserrahmenrichtlinie wieder in einen guten ökologischen Zustand gebracht werden.